# Zygmunt Kraczkiewicz

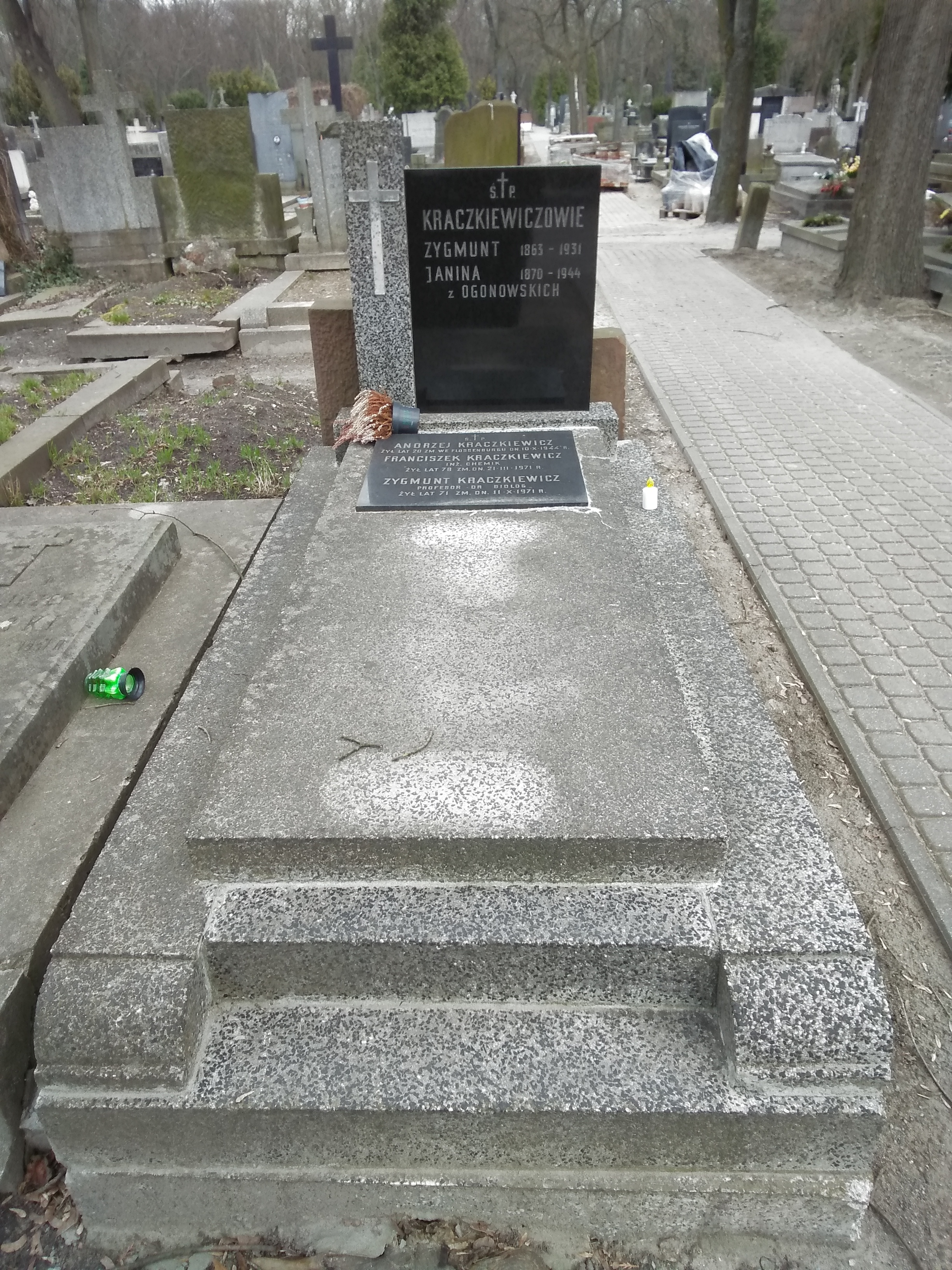
Grób Zygmunta Kraczkiewicza na cmentarzu Powązkowskim

Zygmunt Kraczkiewicz (ur. 20 lipca w majątku Biała koło Berdyczowa, zm. 11 października 1971 w Warszawie) – polski cytolog i embriolog, od 1949 profesor Uniwersytetu Warszawskiego (w latach 1956–1965 prorektor). 

## Życiorys
Urodził się 20 lipca 1900 w ziemiańskiej rodzinie Zygmunta. Podczas rewolucji październikowej pracował jako czyściciel wagonów kolejowych. Gimnazjum w Kijowie ukończył w 1919. Walczył w wojnie polsko-bolszewickiej. Na stopnień podporucznika został mianowany ze starszeństwem z 1 lipca 1921 i 8. lokatą w korpusie oficerów rezerwowych samochodowych. 29 stycznia 1932 prezydent RP nadał mu stopień porucznika z dniem z 2 stycznia 1932 i 12. lokatą w korpusie oficerów rezerwowych samochodowych. Do 1929 posiadał przydział w rezerwie do 10 dywizjonu samochodowego w Przemyślu, a w latach 1929–1934 do Kadry 10 dywizjonu samochodowego.
W 1922 rozpoczął studia na Wydziale Matematyczno-Przyrodniczym Uniwersytetu Warszawskiego. Podczas studiów prowadził prace badawcze nad embriologią doświadczalną i procesem powstawania potworności w zarodkach ptaków pod kierunkiem profesora Jana Tura. Po ukończeniu nauki pozostał na uczelni i pracował jako asystent prof. Wacława Baehra w Katedrze Anatomii Porównawczej. W 1928 doktoryzował się z embriologii. Prowadził prace nad mitozami różnicującymi.
W 1939 został zmobilizowany do 2 batalionu pancernego w Żurawicy i uczestniczył w kampanii wrześniowej. Po przedostaniu się do Rumunii został internowany, a następnie więziony w Oflagu VI E Dorsten, a od 17 września 1942 w Oflagu VI B Dössel. W 1945 przedostał się do Belgii, gdzie należał do grupy organizatorów Polskiego Ośrodka Studiów Wyższych w Brukseli, a następnie pracował tam jako wykładowca. Rok później powrócił do Polski.
Od 1 października 1946 stanął na czele Katedry Cytologii jako docent Wydziału Przyrodniczego. W 1948 został członkiem korespondentem odrodzonego Towarzystwa Naukowego Warszawskiego, rok później został członkiem rzeczywistym. Po zmianach organizacyjnych w 1952 został pracownikiem Zakładu Cytologii w Instytucie Zoologii, którym kierował prof. Zdzisław Raabe. Od 1956 przez dziewięć lat był prorektorem Uniwersytetu Warszawskiego. W 1957 uzyskał tytuł profesora. W 1970 został przeniesiony na emeryturę. Zmarł 11 października 1971 w Warszawie. Został pochowany na cmentarzu Powązkowskim (kwatera C, rząd 10, miejsce 5).
Jego prace dotyczyły głównie różnicowania się komórek we wczesnych stadiach rozwoju, ontogenezy i spermatogenezy u owadów, chromosomów olbrzymich. Autor m.in. Cytologia ogólna (1949).

## Ordery i odznaczenia
- Krzyż Komandorski Orderu Odrodzenia Polski – 1958[15]
- Złoty Krzyż Zasługi – 28 września 1954[19]